# Likhit Sakaew
Likhit Sakaew (thailändisch ลิขิต สระแก้ว, * 10. Oktober 1990) ist ein thailändischer Fußballspieler.

## Karriere
Likhit Sakaew stand bis Ende 2015 beim Navy FC unter Vertrag. Wo er vorher gespielt hat, ist unbekannt. Der Verein aus Sattahip spielte in der höchsten Liga des Landes, der Thai Premier League. 2015 absolvierte er ein Erstligaspiel. Hier kam er im Auswärtsspiel am 1. März 2015 gegen den Nakhon Ratchasima FC zum Einsatz. In der 82. Minute wurde er für den Paraguayer Anggello Machuca eingewechselt. Anfang 2016 wechselte er zum ebenfalls in Sattahip beheimateten Royal Thai Fleet FC. Mit dem Verein spielte er in der dritten Liga, der damaligen Regional League Division 2, in der Bangkok/Eastern Region. Nach der Ligareform 2017 wurde der Verein der vierten Liga zugeteilt. Hier trat man in der Eastern Region an. 2020 wurde der Spielbetrieb der vierten Liga nach zwei Spieltagen wegen der COVID-19-Pandemie abgebrochen. Während der Unterbrechung beschloss der Verband, die Thai League 4 aufzulösen und diese mit der Thai League 3 zusammenzulegen. Ab September 2020 spielte die Thai League 3 in sechs Regionen. Royal Thai Fleet spielt in der Eastern Region.